# Manthelon
Manthelon est une ancienne commune française, située dans le département de l'Eure en région Normandie intégrée depuis le 1er janvier 2016 au sein de la commune nouvelle de Mesnils-sur-Iton.

## Histoire
Du  1er janvier 2016 lors de son intégration au sein de Mesnils-sur-Iton au 1er juin 2022, Manthelon a été constituée commune déléguée jusqu'à la suppression de ce statut par délibération du conseil municipal.

## Politique et administration

### Liste des maires
| Période                                  | Période          | Identité        | Étiquette | Qualité                        |
| ---------------------------------------- | ---------------- | --------------- | --------- | ------------------------------ |
| mars 2001                                | 31 décembre 2015 | Colette Bonnard | SE        | Secrétaire comptable retraitée |
| Les données manquantes sont à compléter. |                  |                 |           |                                |

### Liste des maires délégués
| Période      | Période  | Identité        | Étiquette | Qualité                                                                                            |
| ------------ | -------- | --------------- | --------- | -------------------------------------------------------------------------------------------------- |
| janvier 2016 | en cours | Colette Bonnard | SE        | Secrétaire comptable retraitée Conseillère départementale du canton de Verneuil-sur-Avre (2015 → ) |

## Démographie
L'évolution du nombre d'habitants est connue à travers les recensements de la population effectués dans la commune depuis 1793. À partir du 1er janvier 2009, les populations légales des communes sont publiées annuellement dans le cadre d'un recensement qui repose désormais sur une collecte d'information annuelle, concernant successivement tous les territoires communaux au cours d'une période de cinq ans. 
Pour les communes de moins de 10 000 habitants, une enquête de recensement portant sur toute la population est réalisée tous les cinq ans, les populations légales des années intermédiaires étant quant à elles estimées par interpolation ou extrapolation. Pour la commune, le premier recensement exhaustif entrant dans le cadre du nouveau dispositif a été réalisé en 2007,.
En 2013, la commune comptait 347 habitants, en évolution de +18,84 % par rapport à 2008 (Eure : +2,66 %, France hors Mayotte : +2,49 %).
| 1793 | 1800 | 1806 | 1821 | 1831 | 1836 | 1841 | 1846 | 1851 |
| ---- | ---- | ---- | ---- | ---- | ---- | ---- | ---- | ---- |
| 325  | 336  | 382  | 318  | 294  | 313  | 325  | 389  | 371  |

| 1856 | 1861 | 1866 | 1872 | 1876 | 1881 | 1886 | 1891 | 1896 |
| ---- | ---- | ---- | ---- | ---- | ---- | ---- | ---- | ---- |
| 351  | 353  | 334  | 330  | 331  | 292  | 284  | 285  | 281  |

| 1901 | 1906 | 1911 | 1921 | 1926 | 1931 | 1936 | 1946 | 1954 |
| ---- | ---- | ---- | ---- | ---- | ---- | ---- | ---- | ---- |
| 274  | 238  | 246  | 192  | 228  | 218  | 226  | 212  | 223  |

| 1962 | 1968 | 1975 | 1982 | 1990 | 1999 | 2007 | 2012 | 2013 |
| ---- | ---- | ---- | ---- | ---- | ---- | ---- | ---- | ---- |
| 213  | 193  | 184  | 206  | 247  | 271  | 291  | 342  | 347  |

## Culture locale et patrimoine

### Patrimoine naturel
La forêt d'Évreux (dont une partie se trouve comprise sur le territoire de la commune), est en zone naturelle d'intérêt écologique, faunistique et floristique.